# Leuchtturm Arngast

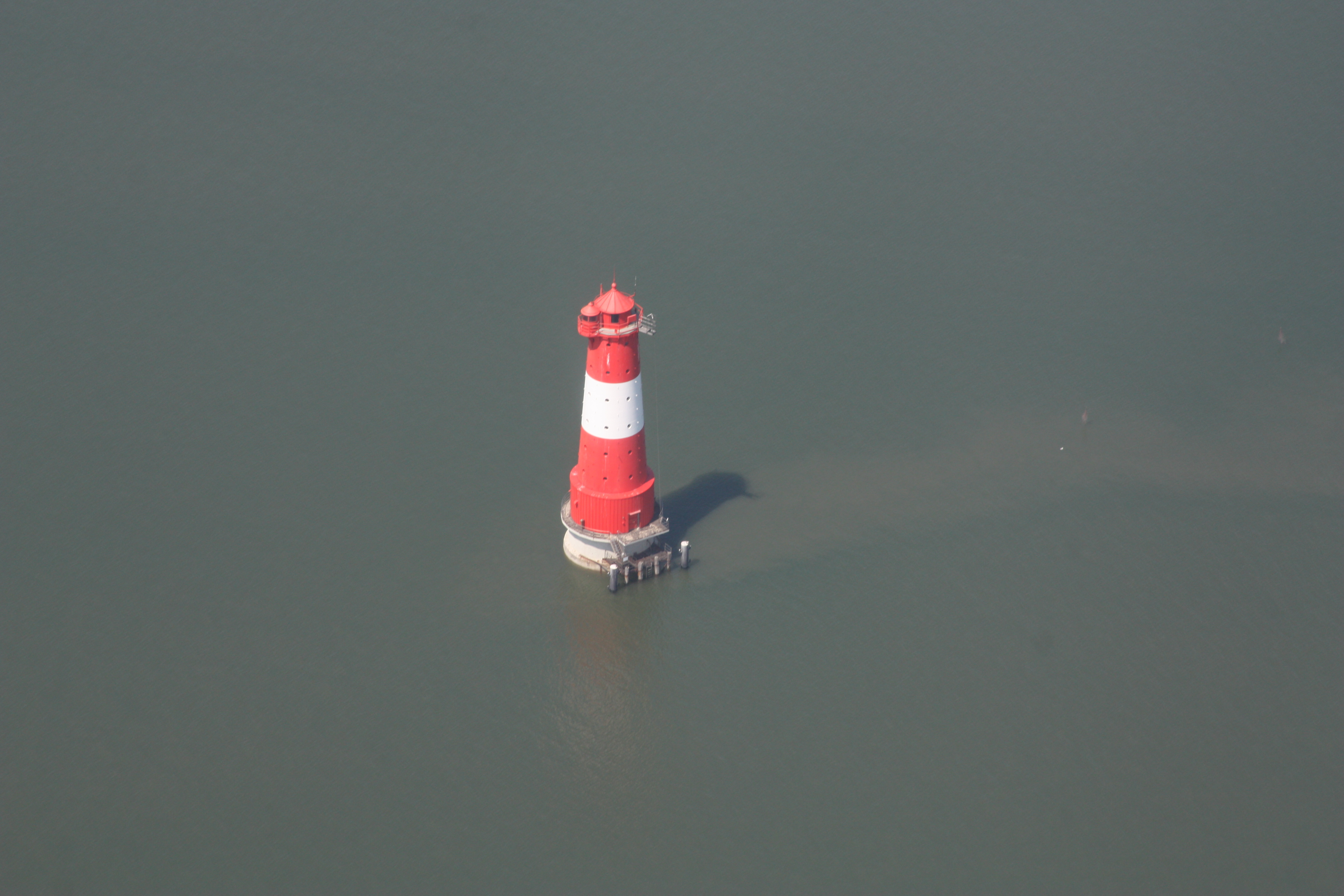
Von Wasser umgebener Leuchtturm Arngast aus der Luft

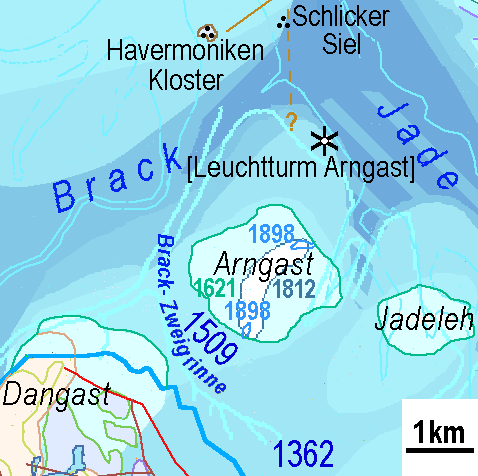
Lage des Leuchtturms und zeitliche Entwicklung der Ausdehnung der Insel Arngast
→ Gesamtansicht der Region

Der Leuchtturm Arngast ist ein 36,27 Meter hoher Leuchtturm im Jadebusen, einer großen Meeresbucht im Südteil der Nordsee. Der in den Jahren 1909 und 1910 erbaute Leuchtturm wird vom Wasserstraßen- und Schifffahrtsamt Weser-Jade-Nordsee betrieben.

## Geographische Lage
Innerhalb des Jadebusens, der bei Flut über die Außenjade und die Innenjade vor allem mit Nordseewasser gefüllt wird, steht der Turm etwa 4,5 Kilometer südöstlich der Stadt Wilhelmshaven auf einer Sandbank. Diese gehört zum selben Wattrücken, auf dem sich an anderer Stelle einst die Inseln des Kirchspiels Arngast befanden.

## Baugeschichte
Der Turm wurde in den Jahren 1909 und 1910 zur Ansteuerung von Wilhelmshaven und zur Orientierung im Jadebusen erbaut. Er dient auch zu solcher in den Fahrwassern (Tonnen- und Prickenwegen) nach Varel und Dangast.
Nach dem Einbringen von 112 schweren Holzpfählen (je rund 8 Meter lang und 30 Zentimeter im Durchmesser) zur Gründung wurde die 36,27 Meter hohe und an der Basis 8,5 Meter im Durchmesser messende Stahlkonstruktion des Leuchtturms errichtet. Die Kosten betrugen rund 200.000 Mark. 1975 und 1986 wurden die Holzpfähle durch eine seefeste Betonummantelung verstärkt.

## Leuchtfeuer
Ursprünglich wurde das Leuchtfeuer von zwei 12-PS-Dieselmotoren mit elektrischem Strom versorgt. Seit 1966 versorgt von Dangast aus ein rund 6 km langes Seekabel die Station mit Energie. Seit 1968 kann der Leuchtturm zentral über ein Fernwirksystem der Verkehrszentrale (früher Funkortungszentrale) des Wasserstraßen- und Schifffahrtsamtes Wilhelmshaven gesteuert werden und ist in die Leuchtfeuerkette Nordsee integriert. Der letzte Leuchtfeuerwärter ging im selben Jahr in den Ruhestand.

## Technische Daten
|                      | Hauptfeuer                           | Nebenfeuer          |
| -------------------- | ------------------------------------ | ------------------- |
| Feuerhöhe            | NN + 31,62 m                         | NN + 31,62 m        |
| Lichtquelle          | 1.600 Watt-Lampe                     | 1.600 Watt-Lampe    |
| Lichtstärke in cd    | 151.500                              | 151.500             |
| Nenntragweite in sm  | weiß 21; rot 16; grün 17             | weiß 10,1; grün 7,5 |
| Einteilung           | 12 Sektoren                          | 12 Sektoren         |
| Kennungen            |                                      |                     |
| Festfeuer            | weiß, rot, grün                      | weiß, grün          |
| Blitzfeuer           | weiß und grün, Blitz alle 3 Sekunden | –                   |
| Blitzfeuer           | weiß, 2 Blitze alle 9 Sekunden       | –                   |
| Unterbrochenes Feuer | alle 6 Sekunden                      | –                   |

## Tourismus
Neben dem Leuchtturm Roter Sand gehört der Leuchtturm Arngast zu den bekanntesten und traditionellsten Leuchttürmen an der deutschen Nordseeküste. Er wurde 2003 in das Verzeichnis der Kultur- und Baudenkmale eingetragen.
Von Dangast und von Wilhelmshaven aus können Ausflugsfahrten mit einem Schiff rund um den Leuchtturm gebucht werden. Meistens werden bei einem solchen Ausflug noch weitere Attraktionen und Sehenswürdigkeiten angefahren, wie zum Beispiel die Tankerlöschbrücken und der Marinehafen in Wilhelmshaven und die Seehundbänke auf der Jade. Von Dangast aus ist es möglich, eine Umrundung des Leuchtturms Arngast mit einer Fahrt dicht entlang des Wilhelmshavener Südstrands zu verbinden.

## Briefmarke
In philatelistischer Würdigung des Turms gab die Deutsche Post AG mit Ausgabetag 7. Juli 2011 ein Postwertzeichen DBP LT Arngast 55 ct 2011 im Wert von 55 Eurocent heraus. Die deutsche Sonderpostwertzeichenserie Leuchttürme (Mi.-Nr. 2878) erscheint seit 2004. Der Entwurf dieser Marke der Briefmarkenserie Leuchttürme stammt, wie alle bisherigen Briefmarken der Serie, vom Grafiker Johannes Graf aus Dortmund nach fotografischer Vorlage vom Wissenschaftsfotograf Reinhard Scheiblich aus Norderstedt. Die Ausgabe erfolgte in einer Auflage von 6.825.000 Stück.

## Besuch der Sendung mit der Maus
Die Sendung mit der Maus besuchte den Leuchtturm bei einem Lampenwechsel. In dem Beitrag erklärt Armin Maiwald die Funktionsweise der Fresnel-Linse und die Bedeutung der Lichtzeichen.